# Skogsøya
Skogsøya è un'isola norvegese facente parte dell'arcipelago delle Vesterålen, nel mar di Norvegia, appena più a nord del circolo polare artico. L'isola è semi-disabitata con i pochi abitanti concentrati nella parte meridionale, attorno alla chiesa di Øksnes.
L'isola è interamente compresa nel territorio del comune di Øksnes, sebbene questo si estenda principalmente sull'isola di Langøya.
Nel contesto dell'arcipelago delle Vesterålen, Skogsøya è situata a nord ovest rispetto all'isola di Langøya, distante un paio di km nel punto più vicino. Il gruppo delle isole di Dyrøya, Tindsøya e Nærøya è più distante, a circa 5 km a sud ovest. Non esistono collegamenti stradali con le isole circostanti.
Morfologicamente Skogsøya è caratterizzata da ripidi sistemi montuosi culminanti nel Stigkollen, il rilievo più alto dell'isola con 707 m.

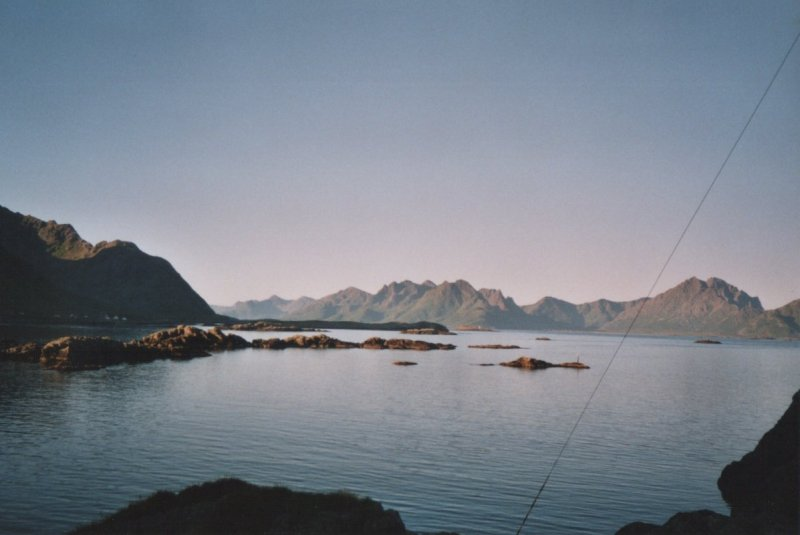
Skogsøya vista da Nyksund